# Tkies chaf
Tkies chaf (polnisch Ślubowanie, englisch Tkies Khaf, jiddisch תקיעת כף, deutsch Gelöbnis) ist ein jiddischer Stummfilm aus Polen von 1924.

## Hintergründe
Die Geschichte basiert auf einer Erzählung des jiddischen Schriftstellers Perez Hirschbein.
Sie beschreibt das Leben armer Juden in Wilna.
1934 wurde der Film in den USA mit Schauspielern dortiger jiddischer Theater vertont.
1937 erschien ein Remake in Polen in jiddischer Sprache.